# Schönkirchen-Reyersdorf
Schönkirchen-Reyersdorf è un comune austriaco di 1 963 abitanti nel distretto di Gänserndorf, in Bassa Austria; ha lo status di comune mercato (Marktgemeinde). È stato istituito il 1º gennaio 1971 con la fusione dei comuni soppressi di Reyersdorf e Schönkirchen; capoluogo comunale è Schönkirchen.